# Lift!
Lift! – album muzyczny niemieckiego gitarzysty jazz-rockowego Volkera Kriegela. LP nagrywany był między 5 a 10 marca 1973 w Biton Studio, Frankfurt nad Menem (Niemcy). Płyta została wydana przez wytwórnię MPS w 1973; wznowienie na CD w 2008.
W nagraniach albumu uczestniczyli muzycy niemieccy oraz: polski skrzypek Zbigniew Seifert, amerykański perkusista John Marshall, angielski pianista i keyboardzista John Taylor, holenderski perkusjonista Cees See i angielski saksofonista Stan Sulzman.

## Muzycy
- Volker Kriegel – gitara akustyczna, gitara elektryczna
- Zbigniew Seifert – skrzypce elektryczne
- John Taylor – fortepian elektryczny
- Eberhard Weber – gitara basowa, kontrabas (oraz wiolonczela w „Forty Colours”; okaryna i fortepian w „The Lame Donkey”)
- John Marshall – perkusja
- Cees See – instrumenty perkusyjne
- Stan Sulzman – saksofon sopranowy, flet

oraz
- Almuth Schröder – wiolonczela w „The Lame Donkey”

## Lista utworów
Strona A
| 1. | "Lift!" (Volker Kriegel)                                         | 6:54  |
|    |                                                                  |       |
| 2. | "Three Or Two In One" (Volker Kriegel)                           | 6:07  |
|    |                                                                  |       |
| 3. | "Forty Colours" (Eberhard Weber)                                 | 3:36  |
|    |                                                                  |       |
| 4. | "A Piece With A Chord From A Yorkshire Terrier" (Volker Kriegel) | 6:05  |
|    |                                                                  |       |
|    |                                                                  | 22:42 |
|    |                                                                  |       |
Strona B
| 1. | "Electric Blue" (Eberhard Weber)       | 8:55  |
|    |                                        |       |
| 2. | "The Lame Donkey" (Eberhard Weber)     | 2:40  |
|    |                                        |       |
| 3. | "Between The Seasons" (Volker Kriegel) | 4:38  |
|    |                                        |       |
| 4. | "Blue Titmouse" (Volker Kriegel)       | 3:55  |
|    |                                        |       |
|    |                                        | 20:08 |
|    |                                        |       |
Utwór „Lift!” został umieszczony na kompilacji Volker Kriegel: ZOOM The Legendary MPS Sessions wydanej na 2 CD przez niemiecką wytwórnię Motor Music w 1999.

## Opis płyty
- Produkcja – Volker Kriegel
- Aranżacja – Volker Kriegel (A 1,2,4; B 3,4)
- Aranżacja – Eberhard Weber (A 3; B 1,2)
- Inżynier dźwięku – Hugo Gneipelt
- Miksowanie – Eberhard Weber, Hugo Gneipelt, Volker Kriegel
- Zdjęcia – Volker Hartmann
- Grafika na okładce – Günther Kieser